# Poreč Trophy 2013
Il Poreč Trophy 2013, ventinovesima edizione della corsa, valida come evento dell'UCI Europe Tour 2013 categoria 1.2, si svolse il 10 marzo 2013 su un percorso totale di circa 146 km. Fu vinto dallo sloveno Matej Mugerli, che terminò la gara in 3h25'30" alla media di 42,62 km/h.
All'arrivo 163 ciclisti portarono a termine il percorso.

## Squadre partecipanti
| N. | Cod. | Squadra                        |
| -- | ---- | ------------------------------ |
|    | ADR  | Adria Mobil                    |
|    | KTM  | ARBÖ-Gebrüder Weiss            |
|    | BAU  | Bauknecht-Author               |
|    | CWO  | T.Palm-Pôle Continental Wallon |
|    | AS2  | Continental Team Astana        |
|    | DUK  | Dukla Trenčín Trek             |
|    | ISD  | ISD Continental Team           |
|    | TIK  | Itera-Katusha                  |
|    | TRK  | Torku Şekerspor                |
|    | LET  | Leopard-Trek Continental Team  |
|    | LKT  | LKT Team Brandenburg           |
|    | MKT  | Meridiana-Kamen Team           |
|    | OCM  | OneCo-Trek Cycling Team        |

| N. | Cod. | Squadra                  |
| -- | ---- | ------------------------ |
|    | TPB  | Team Plussbank           |
|    | RAR  | Radenska                 |
|    | SAK  | Sava                     |
|    | GMS  | Team Gourmetfein-Simplon |
|    | THF  | Team Heizomat            |
|    | OHR  | Team Øster Hus-Ridley    |
|    | KRA  | Ringeriks-Kraft Look     |
|    | STG  | Team Stölting            |
|    | TIR  | Tirol Cycling Team       |
|    | TCT  | Tusnad Cycling Team      |
|    | UNA  | Utensilnord-Ora24.eu     |
|    | WSA  | WSA                      |

## Ordine d'arrivo (Top 10)
| Pos. | Corridore         | Squadra         | Tempo    |
| ---- | ----------------- | --------------- | -------- |
| 1    | Matej Mugerli     | Adria Mobil     | 3h25'30" |
| 2    | Riccardo Zoidl    | Gourmetfein     | a 3"     |
| 3    | Marco Benfatto    | Contin. Astana  | a 9"     |
| 4    | Enrico Rossi      | Meridiana       | s.t.     |
| 5    | Luke Roberts      | Team Stölting   | s.t.     |
| 6    | Daniele Aldegheri | Christina Watc. | s.t.     |
| 7    | Jan-Niklas Droste | Team Heizomat   | s.t.     |
| 8    | Žolt Der          | Utensilnord     | s.t.     |
| 9    | Alexander Grad    | Team Heizomat   | s.t.     |
| 10   | Oscar Landa       | Øster Hus       | s.t.     |